# Ouka Leele
Ouka Leele, nata Bárbara Allende Gil de Biedma, conosciuta col nome d'arte Ouka Leele (Madrid, 29 giugno 1957 – Madrid, 24 maggio 2022), è stata una pittrice, fotografa e poetessa spagnola.

## Biografia
Figlia di un architetto, con un nonno pittore, era nipote del poeta Jaime Gil de Biedma (1929-1990), e pur avendo una educazione religiosa, visitando spesso il Museo del Prado, frequentò la Real Academia de Bellas Artes de San Fernando di Madrid, orientandosi verso il fumetto. Dopo aver lasciato gli studi all'Accademia si iscrisse a "Fotocentro", la scuola di fotografia, dove nel 1976 pubblicò le sue prime immagini bianconero, edite nel libro Principio: nueve jóvenes fotógrafos españoles. Due anni dopo espose nella sua prima mostra e dalla fine degli anni Settanta le sue opere vennero appese in varie importanti sedi tra cui il Museo Reina Sofía, la Fundación La Caixa e la Fiera Internazionale Arco di Madrid. Sono anni in cui espose a Parigi, Londra, Tokyo, New York e in molte altre città, diventando un punto di riferimento nel panorama culturale e artistico nel rinnovamento della Spagna dopo la morte del dittatore Francisco Franco, nota come Movida madrileña, che coinvolse artisti di ogni tipo.
Prima di affermarsi come fotografa, Bárbara disegnò alcune serie di fumetti che riproducevano scene apparentemente ingenue e domestiche, ma nelle quale si intravedeva il mondo fantastico, oltreché intimo, in cui erano presenti sia il suo personale sguardo femminile ma anche quella "mistica domestica" entro la quale s'inquadrerà anche il suo lavoro futuro. Assunse il nome d'arte di Ouka Leele casualmente guardando un dipinto dell'amico pittore El Hortelano (1954-2016), di cui era molto amica, assai influente nella Movida, che aveva dipinto un cielo stellato, una sorta di firmamento, e alle stelle aveva dato un nome di fantasia. Rimase affascinata da quel nome che assunse come proprio. Bárbara stava cercando uno pseudonimo che nascondesse la sua identità. Voleva separare la sua vita artistica e pubblica da quella intima e privata, "non voleva che si sapesse se era un uomo o una donna, giovane o vecchia, spagnola o giapponese", pensava fosse più importante mostrare il suo lavoro e non la persona che lo aveva realizzato.
Si trasferì a Barcellona a 21 anni e fu in quella città che scoprì il suo stile che determinerà il suo futuro. In fotografia la sua predilezione era sempre stata a favore del bianconero poiché "non mi è mai piaciuto il colore fotografico. È una foto, ma non è la realtà: mi è sembrato che i miei ricordi dell'esperienza si fossero persi con la foto a colori". Iniziò così a colorare a mano le sue foto, anche se continuò a rimanere all'interno di quella che aveva chiamato "mistica domestica". Nacque in questo modo quella che sarà forse la serie più iconica della sua vita: Peluquería del 1979. Appassionata di pittura, infatti, divenne nota per la colorazione delle foto bianconero che illuminava con una grande varietà di colori. Con questo stile Leele unì le sue passioni nei confronti della pittura e della fotografia, contribuendo fortemente ad elevare la fotografia, considerata in Spagna ancora la sorella minore in campo figurativo, al livello di opere importanti, tanto che nel 2005 il governo spagnolo le attribuì, quale massimo riconoscimento, il Premio Nazionale della Fotografia.
L'universo immaginario di Leele si servì della fotografia: "Prima creo l’immagine nella mia mente, poi scatto la foto. L’apparecchio fotografico mi permette di registrare le cose e le situazioni che ho creato in precedenza e mi serve come base per la pittura. Le mie opere sono una miscela di teatro, immaginazione, pittura e fotografia". La sua tecnica consiste nel creare situazioni disturbanti e provocatorie, tra l'assurdo e il surrealismo, scattare in bianconero e poi dipingere la fotografia con l’acquarello. Non era questa una novità, basti pensare che anche Felice Beato in Giappone faceva la stessa cosa anche se per lui il risultato era quello di rendere l'immagine finale più verosimile. Leele usa il colore esattamente all'opposto: per creare quell'aura ibrida di assurdo e forse pop agli oggetti più strani, come nella serie Peluquería, con cui ebbe una fama immediata. 
Ciò che appare particolare nella sua creatività consiste nello spostamento del ruolo consueto della fotografia, cioè quello della riproduzione del reale, usandola come fosse un foglio su cui preparare il dipinto finale. I temi trattati nelle sue immagini sembrano estratti dal catalogo pittorico: ritratto, nudo, paesaggio, natura morta, scene di genere. Le regole della pittura classica vengono sovvertite e ricomposte in nuove composizioni bizzarre e deliranti, attraverso una varietà di colori, teneri o saturi, con effetti stravaganti, provocatori e giocosi. 
A differenza degli artisti della Pop Art che usavano immagini tratte dai mass media e da oggetti di consumo (ne è esempio l'opera di Andy Warhol), cui qualche critico l'aveva accostata, Bárbara usò soltanto oggetti della vita quotidiana e domestica come spaghetti, posate, bicchieri, ventilatori, frutta e pesci, dove al massimo possiamo trovare un disco in vinile o una tv, da piazzare nelle sue scene irriverenti, intrecciate tra banalità e assurdo.
È morta dopo una lunghissima battaglia per un cancro al seno.
Nel 2024 è stato prodotto il documentario El viaje de una estrella per la regia di Bárbara Mateos e Jesús Jiménez, proiettato in lingua originale a Roma nell'ambito della retrospettiva dedicata all'artista al Museo di Roma in Trastevere, curata dalla figlia María Rosenfeldt e dall'Ambasciata di Spagna.

## Pubblicazioni
- Ouka Leele inédita, TF Editores & Interactiva S.L.U., 2008 - ISBN 978-8492441549
- 1, Lunwerg Editores, 2009 - ISBN 978-8497855945
- Antenas y raices, La Fabrica, 2010 - ISBN 978-8492498543
- Pan de verbo, Huerga & Fierro, 2011 - ISBN 978-8483749289
- Agua de la anoranza. Un vaso para calmar tu sed, Huerga & Fierro, 2014 - ASIN B08WPN2W23
- A donde la luz me lleve, Fundación María Cristina Masaveu Peterson, 2015 - ISBN 978-8460655824
- Ouka Leele: de la Misma Sustancia Que Los Sueano, Ediciones La Bahaia, 2021 - ISBN 978-8412372311
- Supernova, La fabrica, 2021 - ISBN 978-8417769819